# Chânes
Ne pas confondre avec Chânes, hameau de Béligneux dans l'Ain.
Chânes est une commune française située dans le département de Saône-et-Loire, en région Bourgogne-Franche-Comté.

## Géographie
Chânes, avec une superficie de 2,24 km2, est la quatrième plus petite des 567 communes de Saône-et-Loire.
Chânes est située au sud de Mâcon, sur les premières hauteurs du Beaujolais. La commune se distribue de part et d'autre d'un petit affluent de la Saône : l'Arlois. Sur la rive gauche de l'Arlois, le bourg de Chânes est dominé par son église romane. Le long de l'Arlois, le hameau du Bourg-Neuf longe la route principale qui mène à la RN 6. Enfin, sur la rive droite de la rivière, l'ancien lieu-dit les Préaux s'est étendu avec la construction d'un important lotissement à la fin des années 1970 et dans les années 1980 (voir l'évolution démographique ci-dessous). La commune regroupe une importante activité viticole. Situé entre les crus du Maconnais et ceux du Beaujolais, le terroir produit principalement du Saint-Véran (blanc, cru du maconnais). Chânes est le siège de l'une des principales usines de mise en bouteilles de la région.

### Climat
Pour des articles plus généraux, voir Climat de la Bourgogne-Franche-Comté et Climat de Saône-et-Loire.
En 2010, le climat de la commune est de type climat océanique altéré, selon une étude du Centre national de la recherche scientifique s'appuyant sur une série de données couvrant la période 1971-2000. En 2020, Météo-France publie une typologie des climats de la France métropolitaine dans laquelle la commune est dans une zone de transition entre le climat semi-continental et le climat de montagne et est dans la région climatique Bourgogne, vallée de la Saône, caractérisée par un bon ensoleillement (1 900 h/an), un été chaud (18,5 °C), un air sec au printemps et en été et des vents faibles.
Pour la période 1971-2000, la température annuelle moyenne est de 11,3 °C, avec une amplitude thermique annuelle de 18,2 °C. Le cumul annuel moyen de précipitations est de 812 mm, avec 10,2 jours de précipitations en janvier et 7,1 jours en juillet. Pour la période 1991-2020, la température moyenne annuelle observée sur la station météorologique de Météo-France la plus proche, « Mâcon », sur la commune de Charnay-lès-Mâcon à 7 km à vol d'oiseau, est de 12,3 °C et le cumul annuel moyen de précipitations est de 833,7 mm. 
La température maximale relevée sur cette station est de 39,8 °C, atteinte le 13 août 2003 ; la température minimale est de −21,4 °C, atteinte le 15 février 1956,,.
Les paramètres climatiques de la commune ont été estimés pour le milieu du siècle (2041-2070) selon différents scénarios d'émission de gaz à effet de serre à partir des nouvelles projections climatiques de référence DRIAS-2020. Ils sont consultables sur un site dédié publié par Météo-France en novembre 2022.

## Urbanisme

### Typologie
Au 1er janvier 2024, Chânes est catégorisée commune rurale à habitat dispersé, selon la nouvelle grille communale de densité à sept niveaux définie par l'Insee en 2022.
Elle appartient à l'unité urbaine de Mâcon, une agglomération inter-régionale regroupant 16  communes, dont elle est une commune de la banlieue,,. Par ailleurs la commune fait partie de l'aire d'attraction de Mâcon, dont elle est une commune de la couronne,. Cette aire, qui regroupe 105 communes, est catégorisée dans les aires de 50 000 à moins de 200 000 habitants,.

### Occupation des sols
L'occupation des sols de la commune, telle qu'elle ressort de la base de données européenne d’occupation biophysique des sols Corine Land Cover (CLC), est marquée par l'importance des territoires agricoles (78,1 % en 2018), une proportion sensiblement équivalente à celle de 1990 (78,7 %). La répartition détaillée en 2018 est la suivante : cultures permanentes (54,5 %), prairies (22,7 %), zones urbanisées (21,9 %), zones agricoles hétérogènes (0,9 %). L'évolution de l’occupation des sols de la commune et de ses infrastructures peut être observée sur les différentes représentations cartographiques du territoire : la carte de Cassini (XVIIIe siècle), la carte d'état-major (1820-1866) et les cartes ou photos aériennes de l'IGN pour la période actuelle (1950 à aujourd'hui).

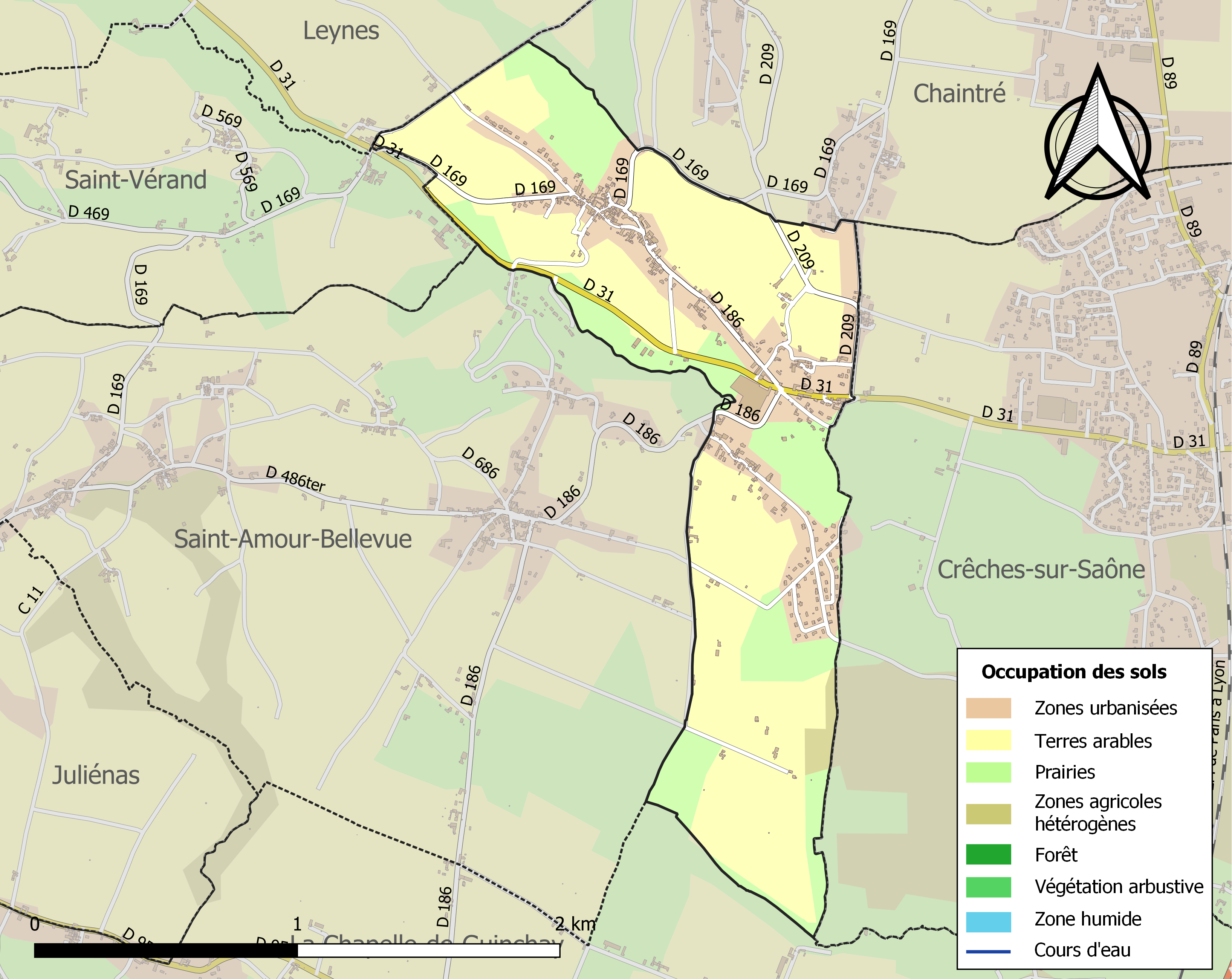
Carte des infrastructures et de l'occupation des sols de la commune en 2018 (CLC).

## Toponymie
Le toponyme Chânes est issu du gaulois cassanos, signifiant chêne.
Un second toponyme local est lié à la viticulture et à l'œnologie, où le mot Chânes se réfère à la maladie de la fleur (Chânes désignant les fleurs blanches d'un vin qui commence à tourner).

## Histoire
Chânes était fortifiée dès la plus haute antiquité (dépendance de l'abbaye de Cluny, puis du chapitre de Saint-Vincent de Mâcon). En 1601, son château appartenait à messire Jean de La Chambre puis à Louis Charrier de la Roche, seigneur de Crêches et de Chânes. La construction de ce château a eu lieu au Xe siècle. Autrefois, le hameau du « Dracé les Ollières » appartenait à la commune de Chânes, ce dernier est désormais rattaché à la commune de Crêches-sur-Saône depuis 1805 (décret napoléonien). Ce décret semble faire suite à de nombreuses disputes et tractations entre les deux villages concernant des droits de passage et les propriétés de l’un ou l'autre.
La dénomination de Chânes a fréquemment évolué au cours de l'Histoire passant de Chesne à Chasne pour enfin arriver à Chânes.
Abraham-Joseph Clerc, curé de Chânes, prête serment à la constitution civile du clergé avec réticence, et sera remplacé dès le 15 mai 1791. Il demandera finalement un passeport pour gagner Chambéry, le 7 octobre 1792. Au rétablissement du culte, il redeviendra curé de la paroisse.

## Politique et administration
| Période                                  | Période   | Identité          | Étiquette | Qualité |
| ---------------------------------------- | --------- | ----------------- | --------- | ------- |
| avant 1981                               | ?         | Jean Larochette   | DVG       |         |
| juin 1995                                | mars 2008 | Hélène Curial     | UMP       |         |
| mars 2008                                | en cours  | Brigitte Darmedru | SE        |         |
| Les données manquantes sont à compléter. |           |                   |           |         |

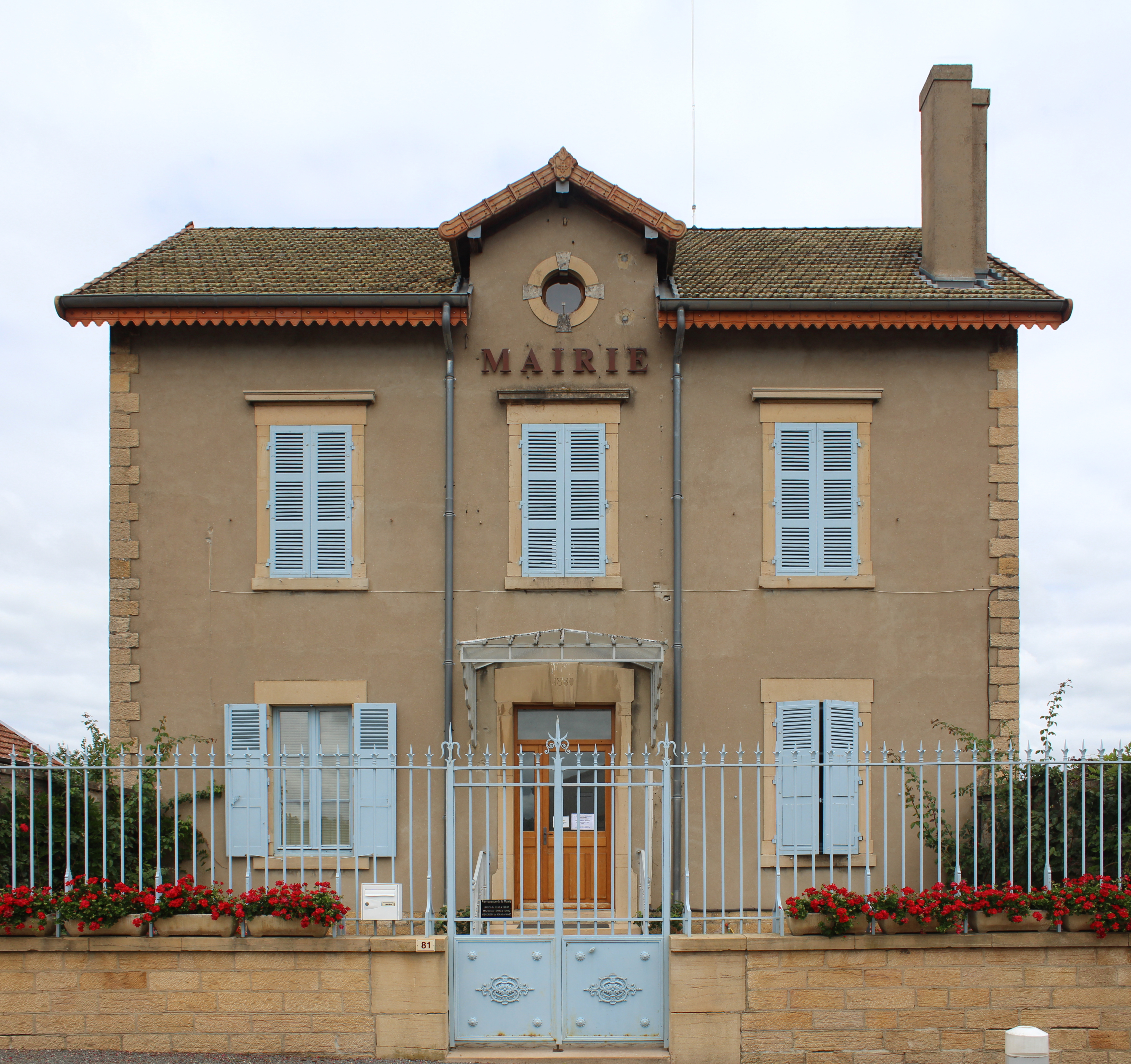
Mairie.

La commune de Chânes appartient au canton de la Chapelle de Guinchay avec 10 autres communes avoisinantes et à la communauté de communes du Mâconnais-Beaujolais.

## Population et société

### Démographie
L'évolution du nombre d'habitants est connue à travers les recensements de la population effectués dans la commune depuis 1793. Pour les communes de moins de 10 000 habitants, une enquête de recensement portant sur toute la population est réalisée tous les cinq ans, les populations de référence des années intermédiaires étant quant à elles estimées par interpolation ou extrapolation. Pour la commune, le premier recensement exhaustif entrant dans le cadre du nouveau dispositif a été réalisé en 2006.

En 2022, la commune comptait 529 habitants, en évolution de −3,11 % par rapport à 2016 (Saône-et-Loire : −1,06 %, France hors Mayotte : +2,11 %).
| 1793 | 1800 | 1806 | 1821 | 1831 | 1836 | 1841 | 1846 | 1851 |
| ---- | ---- | ---- | ---- | ---- | ---- | ---- | ---- | ---- |
| 735  | 789  | 515  | 600  | 625  | 480  | 512  | 520  | 505  |

| 1856 | 1861 | 1866 | 1872 | 1876 | 1881 | 1886 | 1891 | 1896 |
| ---- | ---- | ---- | ---- | ---- | ---- | ---- | ---- | ---- |
| 422  | 403  | 415  | 449  | 465  | 434  | 411  | 381  | 380  |

| 1901 | 1906 | 1911 | 1921 | 1926 | 1931 | 1936 | 1946 | 1954 |
| ---- | ---- | ---- | ---- | ---- | ---- | ---- | ---- | ---- |
| 369  | 404  | 366  | 326  | 338  | 344  | 351  | 313  | 295  |

| 1962 | 1968 | 1975 | 1982 | 1990 | 1999 | 2006 | 2011 | 2016 |
| ---- | ---- | ---- | ---- | ---- | ---- | ---- | ---- | ---- |
| 293  | 270  | 287  | 502  | 530  | 510  | 523  | 567  | 546  |

| 2021 | 2022 | - | - | - | - | - | - | - |
| ---- | ---- | - | - | - | - | - | - | - |
| 529  | 529  | - | - | - | - | - | - | - |

Alors que le foncier bâti s'est étendu sur la même période, cette baisse progressive de population s'explique par une dynamique de départs d'habitants (décès, déménagement) cumulé au développement de logements touristiques sans occupants à l'année. Dynamique nettement plus visible dans la commune qu'aux alentours.

Les vignobles du Mâconnais.

### Manifestations culturelles et festivités
- Les villages de Chânes, Saint-Vérand et Saint-Amour-Bellevue fêtent ensemble les conscrits.
- Chaque année est organisée une randonnée pédestre (le 1er mai). Celle-ci traverse le village mais aussi les communes limitrophes. Cette manifestation marque une certaine notoriété dans la région maconnaise depuis plus d'une dizaine d'années. Les parcours proposent à la fois divertissement, découverte et sport.
- Depuis 3 ans, Chânes ouvre ses rues, cours et jardins le 1er week-end de juillet pour accueillir plusieurs dizaines d'artistes et diverses animations dans le cadre de sa fête de village « FestiChânes ». Cette manifestation, déjà renommée dans la région, rencontre un succès croissant en raison de la convivialité et du charme de la promenade, ainsi que de la qualité des artistes.

### Sports
La commune dispose d'un complexe sportif comprenant un terrain de football et des terrains extérieurs de basket-ball et de handball. L'équipe de football de la commune évolue sous l'appellation ASL Chânes crée en 1978.

### Cultes
Chânes appartient à l'une des sept paroisses composant le doyenné de Mâcon (doyenné relevant du diocèse d'Autun) : la paroisse Notre-Dame-des-Vignes en Sud-Mâconnais, paroisse qui a son siège à La Chapelle-de-Guinchay et qui regroupe quatorze villages du Mâconnais.
Chânes eut notamment pour curé Abraham-Joseph Clerc, qui ne prêta serment à la Constitution qu'avec restriction, fut remplacé le 15 mai 1791, quitta la Saône-et-Loire pour Chambéry en 1792... et redevint curé de Chânes après la période révolutionnaire, lors du rétablissement du culte catholique.

## Culture locale et patrimoine

### Lieux et monuments
- L'église Saint-Pierre-et-Saint-Paul, édifice roman des XIe et XIIe siècles, récemment restaurée par la commune avec le soutien de l'Association pour la restauration de l'église de Chânes (APREC)[23]. Elle est remarquable par son clocher de plan octogonal allongé, qui s’élève au-dessus du transept, présente trois étages (soubassement aveugle décoré sur chacune de ses faces d'un encadrement de bandes lombardes et d'arcatures en plein cintre, étage intermédiaire orné de baies géminées, étage supérieur percé de baies trigéminées) et est coiffé d'une flèche en ardoise soutenue par une charpente munie de coyaux (éléments permettant de rejeter l’eau loin des murs). Ce clocher abrite une cloche fondue en 1689[24].
- Le château, qui date du règne du roi Louis XIII (mais aurait été bâti à l'emplacement d'une construction plus ancienne remontant au Xe siècle, édifiée pour protéger une dépendance de l'abbaye de Cluny) et qui appartenait à la veille de la Révolution à sire Émilien Nely, trésorier des États du Mâconnais[25].

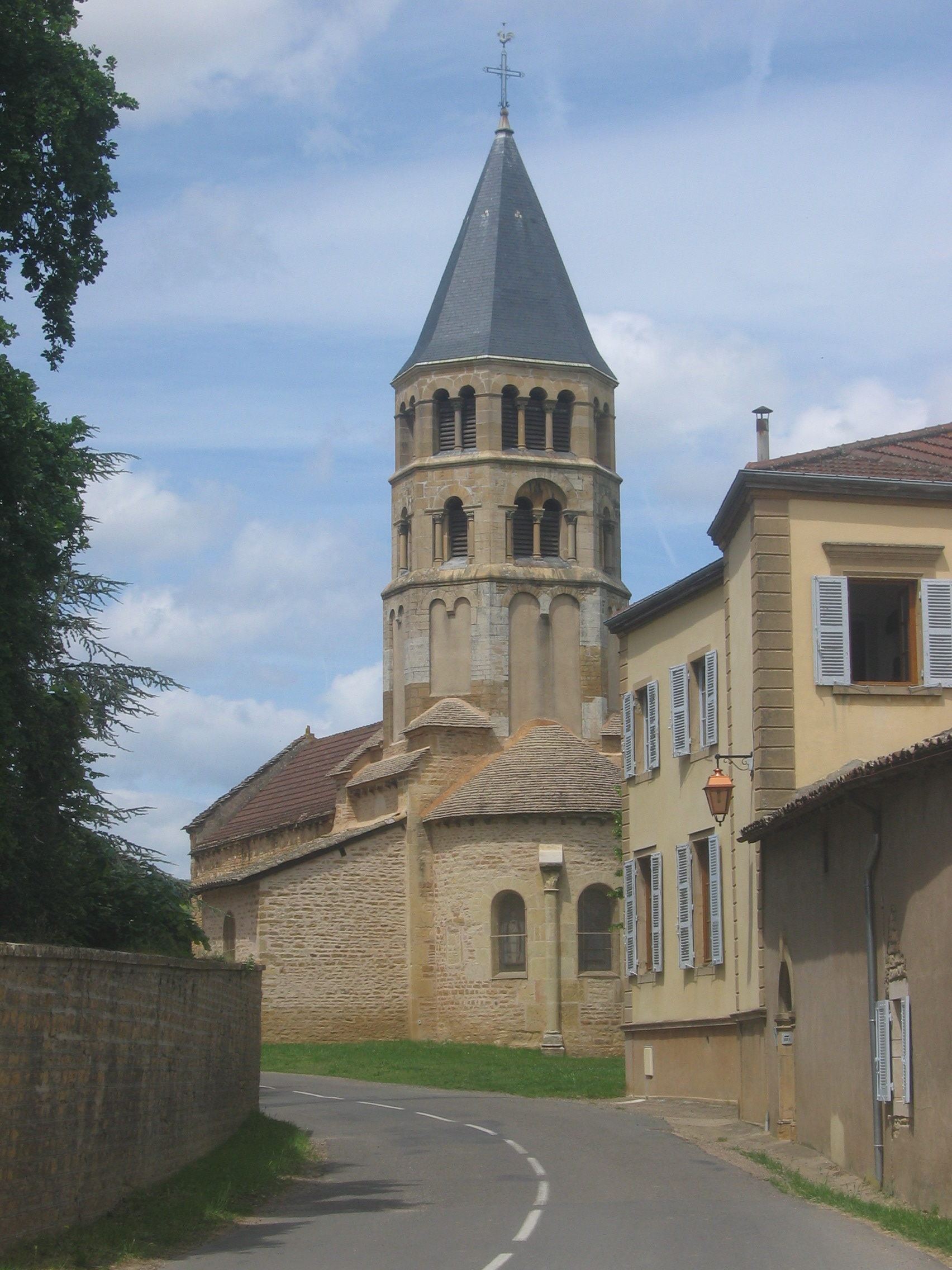
L'église de Chânes.
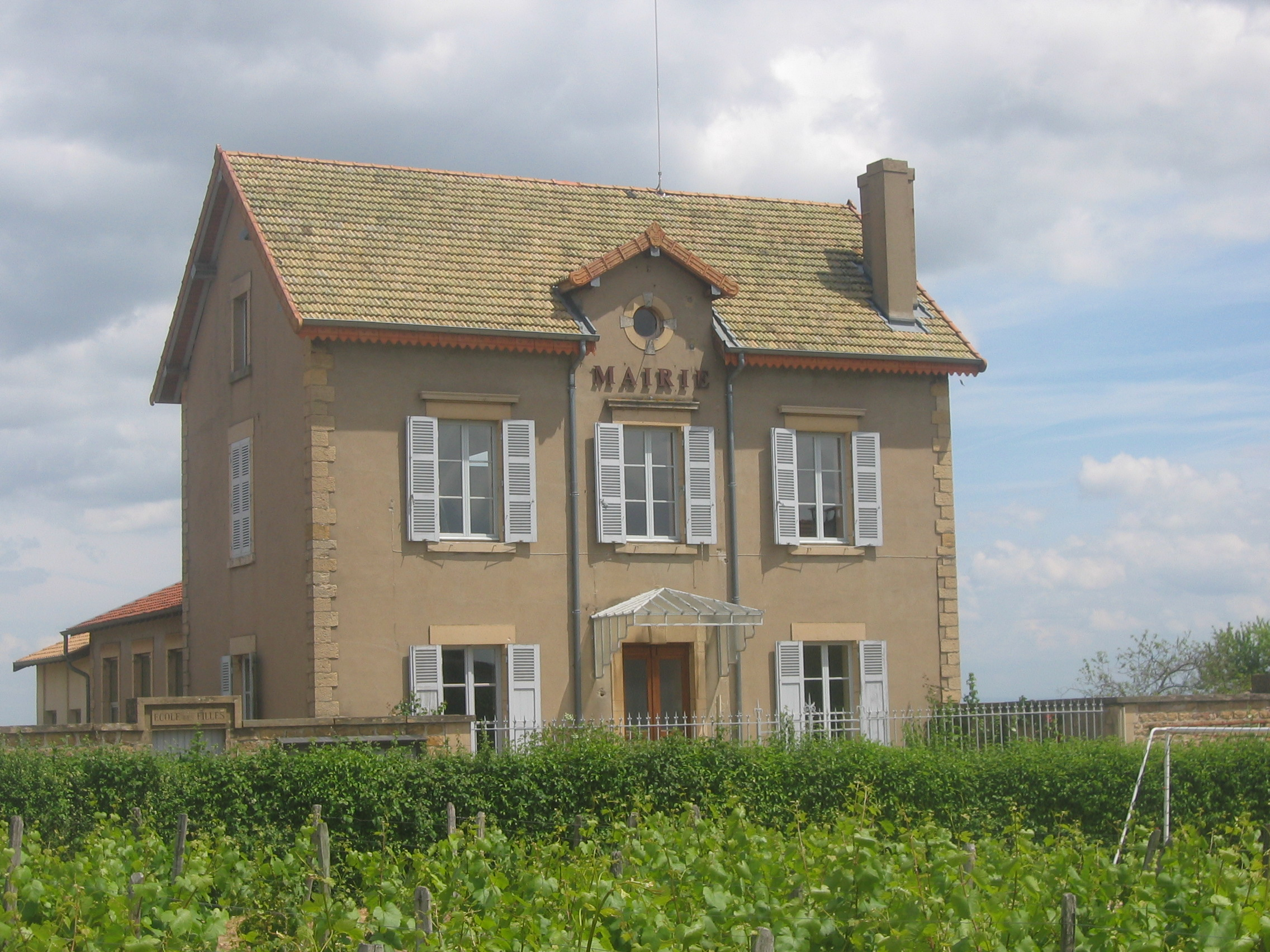
La mairie de Chânes.
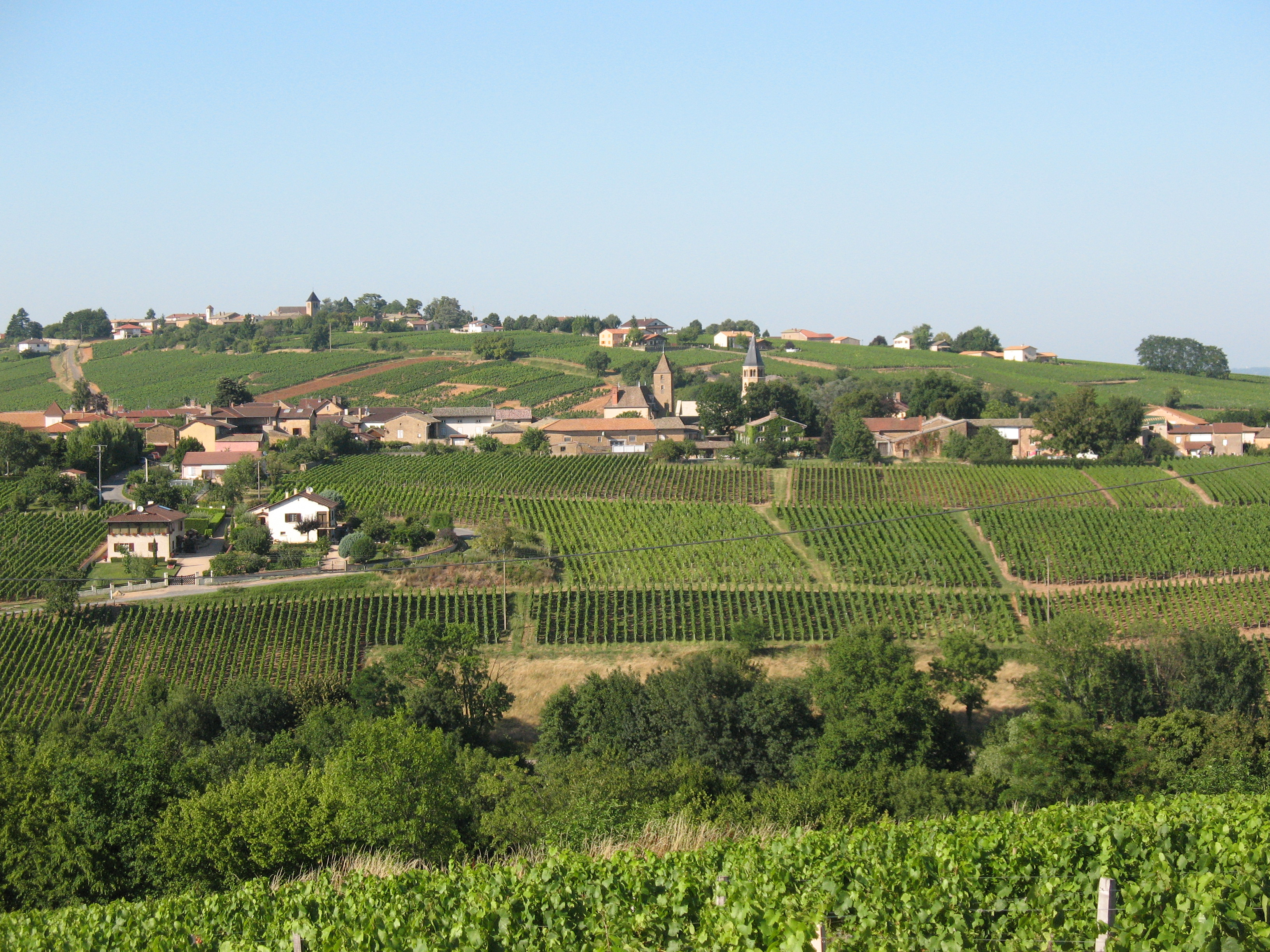
Vue d'ensemble du village de Chânes.

## Pour approfondir